# Tommy Lee
Thomas Lee Bass, beter bekend als Tommy Lee, (Athene, 3 oktober 1962) is een Amerikaans muzikant, drummer en medeoprichter van Mötley Crüe en Methods of Mayhem.

## Biografie
Lee werd geboren in Athene, Griekenland als Thomas Lee Bass. Zijn vader (David Thomas Lee Bass) is Amerikaan en zijn moeder (Vassiliki "Voula" Papadimitriou) is Grieks.
Hij trouwde in 1986 met actrice Heather Locklear, bekend uit onder andere Dynasty en Melrose Place. Na zijn echtscheiding van Locklear in 1993 hertrouwde Lee enkele jaren later met actrice en fotomodel Pamela Anderson. Anderson en Lee hebben samen twee zonen: Brandon Thomas Lee (geboren op 5 juni 1996) en Dylan Jagger Lee (geboren op 29 december 1997). Na de geboorte van Brandon schreef Lee een nummer voor zijn zoontje, dit nummer 'Brandon' staat op het Mötley Crüe-album Generation Swine. Anderson en Lee gingen uit elkaar in 1999.
Na het uitbrengen van het Mötley Crüe-album Generation Swine stapte Lee uit de band en werd hij vervangen door Randy Castillo (overleden 26 april 2002). Lee ging verder met zijn nieuwe band Methods of Mayhem; deze band werd in 2000 opgeheven. Sinds 2004 is Lee terug als drummer van Mötley Crüe. In 2009 werkt hij samen met houseproducer Sharam op diens album Get Wild.
Tommy Lee is sinds begin 2017 samen met Brittany Furlan (geboren op 5 september 1986). Furlan is een Amerikaans-Italiaanse komediante en bekend van Vine, een mobiele app van Twitter. Volgens Time Magazine is zij een van de meest invloedrijke internetpersoonlijkheden. Op 14 februari 2019 zijn ze getrouwd.
Op de in 2019 door het tijdschrift Rolling Stone gepubliceerde ranglijst van 100 beste drummers in de geschiedenis van de popmuziek kreeg Tommy Lee de 85e plaats toegekend. 

## Discografie

### Solo

#### Studioalbums
- 2002: Never a Dull Moment
- 2005: Tommyland: The Ride
- 2020: Andro

#### Singles
- 2002: Hold Me Down
- 2002: Sunday
- 2003: Ashamed
- 2003: Higher
- 2005: Tryin' to Be Me
- 2005: Good Times
- 2006: Hello, Again
- 2006: Make Believe